# Pleurotomella endeavourensis
Pleurotomella endeavourensis é uma espécie de gastrópode do gênero Pleurotomella, pertencente a família Raphitomidae.